# Vivian (Vorname)
Vivian ist ein männlicher und weiblicher Vorname.

## Herkunft und Bedeutung
Bei Vivian handelt es sich um eine Kurzform des lateinischen Namens Vivianus, der auf die Vokabel vivus „lebend“, „lebendig“ zurückgeht.
In moderner Zeit wird Vivian auch als Frauenname verwendet. Dabei handelt es sich entweder um eine Variante des Frauennamens Vivien, oder um eine anglisierte Form von Bébinn, was sich aus den altirischen Elementen bé „Frau“ und finn „blond“, „weiß“ zusammensetzt.

## Verbreitung
Als Männername ist Vivian vor allem in Frankreich geläufig. Dort wurde er in den 1940er und 1950er sowie den 1980er Jahren mäßig häufig vergeben. Heute wird Vivian dort nur noch ausgesprochen selten als Vorname gewählt. Auch in Neuseeland überwiegt die Nutzung als Männername. Zu Beginn des 20. Jahrhunderts erreichte Vivian als solcher mehrfach Platzierungen in der Top-100 der Vornamenscharts.
In den USA war Vivian bis in die 1930er Jahre hinein als Männername geläufig. Dennoch überwog bereits im ausgehenden 19. Jahrhundert die Verwendung als Frauenname. Von 1911 bis 1934 gehörte Vivian zu den 100 beliebtesten Mädchennamen, erreichte jedoch nie die Top-50. Insbesondere in den 1960er und 1970er Jahren sank die Popularität des Namens, bis er nur noch selten vergeben wurde. Seit den 1990er Jahren stieg seine Popularität an. Im Jahr 2014 erreichte er erneut die Top-100 der Vornamenscharts und belegte bis 2019 stets einen der letzten Ränge. Im Jahr 2021 belegte Vivian Rang 101 der beliebtesten Mädchennamen.
In Deutschland ist Vivian überwiegend als Frauenname in Gebrauch, wird jedoch nur selten vergeben. Zwischen 2010 und 2021 wurden etwa 900 Mädchen Vivian genannt.

## Varianten
Irische Varianten des Namens Bébinn lauten Bébhinn, Bébhionn, Béibhinn und Bevin.
Für Varianten des Frauennamens Vivien: siehe Vivien#Varianten
Für Varianten des Männernamens Vivian: siehe Viviana#Varianten

## Namenstag
Der Namenstag von Vivian wird nach Bischof Vivian von Saintes am 27. oder 28. August gefeiert.

## Namensträger

### Männliche Namensträger
- Vivian (ca. 1123–1168), Herr von Haifa im Königreich Jerusalem
- Vivian Balakrishnan (* 1961), Außenminister von Singapur und ein Parlamentarier der Regierungspartei People’s Action Party (PAP)
- Vivian Campbell (* 1962), britischer Rockmusiker
- Vivian A. Cox (1915–2009), britischer Weltkriegsoffizier, Produktionsleiter, Filmproduzent, Drehbuchautor und Schullehrer
- Vivian Anthony Dyer (1906–1962), indischer Geistlicher und römisch-katholischer Erzbischof von Kalkutta
- Vivian Fuchs (1908–1999), britischer Geologe und Polarforscher
- Vivian Galbraith (1889–1976), englischer Historiker
- Vivian Harris (* 1978), guyanischer Boxer
- Vivian Wilson Henderson (1923–1976), US-amerikanischer Ökonom, Hochschulpräsident und Bürgerrechtler
- Vivian Langrish (1894–1980), englischer Pianist und Musikpädagoge
- Vivian Lockett (1880–1962), britischer Polospieler und Offizier
- Vivian McGrath (1916–1978), australischer Tennisspieler
- Vivian Nutton (* 1943), britischer Medizinhistoriker und Professor
- Vivian Phillipps (1870–1955), schottischer Politiker
- Vivian Stanshall (1943–1995), englischer Rockmusiker
- Vivian Woodward (1879–1954), englischer Fußballspieler
- Viv Anderson (* 1956), englischer Fußballspieler
- Viv Richards (* 1952), antiguanischer Cricketspieler
- Viv Thomas (* 1948), britischer Filmregisseur für Pornofilme

### Weibliche Namensträger
- Vivian Arden (* 1946), deutsche Sängerin und Schauspielerin
- Vivian Bang (* 1973), US-amerikanische Schauspielerin
- Vivian Bartsch (* 1972), österreichische Theater- und Filmschauspielerin
- Vivian Bjartalíð (* 1979), färöische Fußballspielerin
- Vivian Carter (1921–1989), US-amerikanische Labelbetreiberin und Radio-DJ
- Vivian Cheruiyot (* 1983), kenianische Langstreckenläuferin
- Vivian Chukwuemeka (* 1975), nigerianische Leichtathletin
- Vivian Gibson (1893–1981), britische Schauspielerin
- Vivian Green (* 1979), US-amerikanische R&B-Sängerin
- Vivian Hanjohr (* 1966), deutsche Gitarristin und ehemalige Schauspielerin
- Vivian Hösch (* 1991), deutsche Behindertensportlerin
- Vivian Malone Jones (1942–2005), US-amerikanische Bürgerrechtlerin
- Vivian Joseph (* 1948), US-amerikanische Eiskunstläuferin
- Vivian Kanner (* 1970), deutsche Sängerin und Schauspielerin
- Vivian Kubrick (* 1960), US-amerikanisch-britische Regisseurin und Komponistin
- Vivian Lindt (* 1979), deutsche Schlagersängerin
- Vivian Liska (* 1956), US-amerikanische Germanistin
- Vivian Maier (1926–2009), US-amerikanische Straßenfotografin
- Vivian Naefe (* 1956), deutsche Filmregisseurin
- Vivian Peeters (* 1981), niederländische Fußballschiedsrichterin
- Vivian Perkovic (* 1978), deutsche Journalistin und Fernsehmoderatorin
- Vivian Saliba (* 1993), brasilianische Pokerspielerin
- Vivian Schmitt (* 1978), deutsche Pornodarstellerin
- Vivian Tauschwitz (* 1994), deutsche Politikerin (CDU), Mitglied des Bundestages
- Vivian Vance (1909–1979), US-amerikanische Schauspielerin
- Vivian Wu (* 1966), US-amerikanische Schauspielerin